# Анархіст Гартман
«Анархіст Гартман» (англ. Hartmann the Anarchist or The Doom of the Great City) — науково-фантастичний роман англійського письменника Едварда Дугласа Фаукетта, вперше опублікований 1892 року.

## Сюжет
Дія відбувається в 1920-і роки. Молодий забезпечений джентльмен містер Стенлі вирішує взяти участь у парламентських виборах від Лейбористської партії. Через свої знайомства з багатьма найвидатнішими лондонськими соціалістами та анархістами знайомиться й товаришує з Рудольфом Гартманом і вирішує підтримати план Гартмана атакувати Лондон. Від імені Стенлі і ведеться розповідь про подальші події.
Атака на Вестмінстерському мосту призводить до загибелі невинних перехожих. Сам Гартман вважається загиблим, але насправді вижив і запланував атаку на європейські столиці, починаючи з Лондона. Щоб досягти своєї мети, Гартман будує наповнений воднем дирижабль із електричним приводом під назвою «Аттіла», щоб скидати динамітні бомби на відомі цілі, такі як будівля парламенту та собор Святого Павла.  Гартман бачить «Аттілу» як «апарат, який знищить цивілізацію та скине тиранії в небуття». Але Нортінгтон, тесть Стенлі, іронічно зауважує, що Гартманн міг би використати свою винахідливість, аби «зробити Англію монархом націй і озброїти її силою, щоб змести орди жахливих беззаконь».
Спершу його план успішно виконується, «Аттіла» спричиняє хаос і спустошення в Лондоні. Проте Гартман дізнається, що також убив власну матір. Зрозумівши, що теракт не змінить суспільство на краще, він підриває дирижабль разом із собою. Містер Стенлі незадовго до вибуху тікає з «Аттіли» на парашуті.